# Phytomyza flaviventris
Phytomyza flaviventris är en tvåvingeart som beskrevs av Zetterstedt 1848. Phytomyza flaviventris ingår i släktet Phytomyza och familjen minerarflugor.
Artens utbredningsområde är Sverige. Inga underarter finns listade i Catalogue of Life.